# Liste der Staatsoberhäupter 15
Übersicht
◄◄ | ◄ | 11 | 12 | 13 | 14 | Liste der Staatsoberhäupter 15 | 16 | 17 | 18 | 19 | ► | ►►

Weitere Ereignisse

## Afrika
- Aksumitisches Reich
  - König: s. Aksumitisches Reich

- Mauretanien
  - König: Juba II. (25 v. Chr.–23)

- Reich von Kusch
  - König: Amanichabale (bis Natakamani)

- Römisches Reich
  - Provincia Africa
    - Prokonsul: Lucius Aelius Lamia (15–16)

  - Provincia Romana Aegyptus
    - Präfekt: Marcus Magius Maximus (14/15)
    - Präfekt: Lucius Seius Strabo (15–21)

## Asien
- Armenien
  - König: Erato (13–15)

- Charakene
  - König: Orabazes I. (15/16–20/21)

- China
  - Kaiser: Wang Mang (9–23)

- Iberien (Kartlien)
  - König: Pharasmanes I. (Parsman I.); (Aderk) (1–58)

- Indien
  - Indo-Skythisches Königreich
    - König: Vijayamitra (12 v. Chr.–15)
    - König: Aspavarma (15–45)

  - Satavahana
    - König: Arishtakarna (6 v. Chr.–20)

- Japan (Legendäre Kaiser)
  - Kaiser: Suinin (29 v. Chr.–70)

- Kappadokien
  - König: Archelaos (36 v. Chr.–17)

- Kommagene
  - König: Antiochos III. (12 v. Chr.–17)

- Korea
  - Baekje
    - König: Onjo (18 v. Chr.–29)

  - Dongbuyeo
    - König: Daeso (7 v. Chr.–22)

  - Goguryeo
    - König: Yurimyeong (19 v. Chr.–18)

  - Silla
    - König: Namhae (4–24)

- Kuschana
  - König: Heraios (1–30)

- Nabataea
  - König: Aretas IV. (9 v. Chr.–40)

- Osrhoene
  - König: Abgar V. (13–50)

- Partherreich
  - Schah (Großkönig): Artabanos II. (12–38)

- Pontos
  - Königin: Pythodorida (Pythodoris) (8 v. Chr.–23)

- Römisches Reich
  - Provincia Romana Iudaea
    - Präfekt: Annius Rufus (12–15)
    - Präfekt: Valerius Gratus (15–26)
    - Tetrarch von Galiläa und Peräa: Herodes Antipas (4 v. Chr.–39)
    - Tetrarch von Batanäa Herodes Boethos (4 v. Chr.–34)
    - Tetrarch von Ituraea und Trachonitis: Herodes Philippos (4 v. Chr.–34)
    - Vorsitzender des Hohen Rates: Gamaliel I. (9–50)
    - Hohepriester von Judäa: Hannas (6–15)
    - Hohepriester von Judäa: Ismael ben Phiabi (15–16)

  - Provincia Romana Syria
    - Präfekt: Quintus Caecilius Metellus Creticus Silanus (12–17)

## Europa
- Bosporanisches Reich
  - König: Aspurgos Philorhomaios (14/15–37/38)

- Britannien
  - Catuvellaunen
    - König von Catuvellauni: Cunobelinus (9–40)

  - Atrebaten
    - König von Atrebates: Eppilus (7–15)
    - König: Verica (15–43)

- Reich der Markomannen
  - König: Marbod (9 v. Chr.–18)

- Odrysisches Königreich
  - König: Rhescuporis II. (Abdera-Linie) (12–19)

- Römisches Reich
  - Kaiser: Tiberius (14–37)
    - Konsul: T. Drusus Iulius Caesar (15)
    - Konsul: Gaius Norbanus Flaccus (15)
    - Suffektkonsul: Marcus Iunius Silanus (15)

  - Provincia Germania Magna
    - Legatus: Gaius Iulius Caesar Germanicus (13–16)

  - Provincia Romana Achaea
    - Legat: Gaius Poppaeus Sabinus (15–35)

  - Provincia Romana Macedonia
    - Legat: Gaius Poppaeus Sabinus (15–35)

  - Provincia Romana Moesia
    - Legat: Gaius Poppaeus Sabinus (10–35)